# 戰「疫」2020
《战“疫”2020》是由中国广东省广州市文化广电旅游局和中共天河区委宣传部联合出品，广东省演出有限公司和广州文学艺术创作研究院共同创作的话剧。这部话剧由广东艺术家和广东援鄂医疗队员共同创排，是中国大陆首部以抗擊2019冠狀病毒病疫情為题材的话剧，也是中国大陆首部邀请援助武漢的医疗人员参与演绎的现实主义题材话剧。

## 故事概要
2020年春节前夕，武汉“封城”，人心惶惶，社区街道办事处李主任和马书记极力拦截赶在封城令生效前出城的群众。广东省医疗队除夕夜吹响集结号，连夜奔赴武汉支援。曾经历“非典”的广东专家丁穗兰作为队长再次走上抗疫第一线，年轻医生纷纷报名支援武汉。胜利在望时，医疗人员想方法给病人减负。方舱医院内，网红李波波正在组织病友们“虚拟”游览武汉。

## 创作
该剧制作公司负责人称，做此剧的初衷是为了宣扬医疗队无私无畏，义无反顾支援武汉的大爱精神，让更多的人能够向医疗队学习，也能感受中国众志成城抗疫的力量。
该剧总导演、国家一级导演王佳纳称，编剧吴国珊5天之内写出初稿。随后启动的排练中亦不断修改剧本，目前呈现的剧本已是第6稿。整部戏从开始写剧本到排练完成共用45天。
该剧编剧之一、国家一级编剧吴国珊表示：“我希望通过这个剧，让我们国人更团结在一起，不要害怕，不要失望，互相搀扶，共克时艰。同时，向广东医务工作者致敬，他们是冒着生命危险在救治病人，我们今后要对医务人员更理解和尊敬。”
该剧编剧之一、国家一级编剧罗丽表示这部话剧在创作时都花了不少功夫去揣摩和体验，力求还原真实，使这部剧的“纪实”面貌能全面体现在舞台上。

## 演员
《战“疫”2020》共有35名演员参演，涵盖老中青三年龄段的演员，亦包括国家一级演员。南方医科大学第三附属医院参与驰援湖北抗疫的医护人员亦加入此话剧，并与演员同台演出。这部话剧邀请援鄂医疗人员参与演绎的行为在中国大陆属首次。

## 发布
2020年4月5日，《战“疫”2020》在微博、优酷、虎牙直播、哔哩哔哩等十多家多媒体平台云发布精彩片段。该剧将在广东艺术剧院恢复开放剧场后首演，将邀请援助湖北的医务人员免费欣赏观看。

## 评价
广州市文化广电旅游局发言人称，该剧以纪实的方式，用一个个感人的纪实故事串成中国众志成城、不畏生死的抗疫之路，讴歌战“疫”中的英雄，致敬广东医疗队。